# Крылов, Анатолий Александрович (кинооператор)
Анато́лий Алекса́ндрович Крыло́в (5 июля 1913, Москва — 7 июня 1995, Москва) — советский оператор документального кино, фронтовой кинооператор во время Великой Отечественной войны. Заслуженный деятель искусств РСФСР (1975), лауреат двух Сталинских премий первой степени (1942, 1951).

## Биография
Родился 22 июня (5 июля) 1913 год. Работу в кино начал в 1931 году с ассистента оператора на Московской кинофабрике «Союзкино» (с 1933 года — «Мостехфильм») с перерывом на службу в Красной армии в 1935—1937 годах. С 1938 года на Московской студии кинохроники.
Начало Великой Отечественной войны застало его на съёмках в Батуми, откуда пришлось срочно возвращаться. И уже в начале июля с группой кинооператоров хроники выдвинулся в зону боевых действий, к Смоленску. В звании инженер-капитана служил в киногруппах Центрального, Западного и 3-м Белорусского фронтах. Считался одним из самых отважных и умелых военных операторов.
…В томительные дни сидения в обороне он был тише и незаметнее других и томился без работы больше всех нас.
Он удивительно перевоплощался в дни наступления, снимая в боевых порядках пехоты. Здесь он чувствовал себя «в своей тарелке» и за бесстрашие снискал себе большое уважение солдат и командования 31-й армии.— из донесения руководству Главкинохроники А. И. Медведкина, начальника киногруппы
В июле 1944 года в ходе уличных боёв в Вильнюсе получил ранение в руку и плечо, а в апреле 1945 года в Кёнигсберге — ранение правой руки.
С июля 1945 года — вновь на ЦСДФ. В 1951—1953 годах был оператором корпункта кинохроники в ГДР. Кроме фильмов был автором сюжетов для киноперидиодики студии: «Московская кинохроника», «На защиту родной Москвы», «Новости дня», «Пионерия», «По Советскому Союзу», «Советский воин», «Советский патриот», «Советский спорт», «Советское кино», «Союзкиножурнал», «Страна Советская». В 1980-х годах работал координатором событийных киносъёмок в ночное время. Автор воспоминаний о работе во фронтовой хронике и своих боевых товарищах.
Член Союза кинематографистов СССР с 1957 года.
Скончался 7 июня 1995 года в Москве.

### Семья
Старший брат — Владимир Александрович Крылов (1910—1945) — оператор, корреспондент армейской газеты, погиб во время штурма Кёнигсберга.

## Фильмография
- 1939 — Внеочередная V сессия Верховного Совета СССР 1-го созыва (совместно с группой операторов)
- 1940 — VI сессия Верховного Совета СССР 1-го созыва (совместно с группой операторов)
- 1941 — В Сталиногорске (совместно с М. Шнейдеровым)
- 1941 — За полный разгром немецких захватчиков (совместно с группой операторов)
- 1941 — Освобождённая Ельня
- 1942 — Разгром немецких войск под Москвой (совместно с группой операторов)
- 1943 — Орловская битва (совместно с группой операторов)
- 1943 — Сталинград (совместно с группой операторов)
- 1944 — В Восточной Пруссии (фронтовой спецвыпуск № 11) (совместно с группой операторов)
- 1944 — Минск наш (фронтовой спецвыпуск № 2) (совместно с группой операторов)
- 1944 — Освобождение Вильнюса (фронтовой спецвыпуск № 4) (совместно с группой операторов)
- 1944 — Освобождение Советской Белоруссии (совместно с группой операторов)
- 1944 — Сражение за Витебск (фронтовой спецвыпуск № 1) (совместно с группой операторов)
- 1945 — XXVIII Октябрь (совместно с группой операторов)
- 1945 — В логове зверя (совместно с группой операторов)
- 1945 — Кёнигсберг (фронтовой выпуск № 6) (совместно с группой операторов)
- 1945 — Кубок СССР «Спартак» (Москва) — «Динамо» (Тбилиси) (совместно с группой операторов)
- 1946 — XXIX Октябрь (совместно с группой операторов; в титрах не указан)
- 1946 — 1 Мая (совместно с группой операторов)
- 1946 — Парад молодости (совместно с группой операторов)
- 1947 — XXX Октябрь (совместно с группой операторов)
- 1947 — 1 Мая (совместно с группой операторов; в титрах не указан)
- 1947 — В день выборов (совместно с группой операторов)
- 1947 — Всесоюзный парад физкультурников 1947 года (совместно с группой операторов)
- 1947 — Мастера высоких урожаев (совместно с В. Штатландом, Л. Мазрухо, Г. Гибером)
- 1947 — На всеармейских конноспортивных соревнованиях 1947 года / Конноспортивные соревнования (совместно с группой операторов)
- 1947 — На родину! (совместно с группой операторов)
- 1948 — XXXI Октябрь (совместно с группой операторов; в титрах не указан)
- 1948 — 1 Мая (совместно с группой операторов)
- 1948 — Зимняя спартакиада народов РСФСР (совместно с группой операторов)
- 1949 — 1 Мая (совместно с группой операторов)
- 1949 — За высокий урожай (совместно с группой операторов)
- 1949 — Матч дружбы (совместно с группой операторов)
- 1949 — Пушкинские дни (совместно с группой операторов)
- 1949 — Слава труду (совместно с группой операторов)
- 1950 — XXXIII Октябрь (совместно с группой операторов)
- 1950 — За мир и демократию (совместно с группой операторов)
- 1950 — Победа китайского народа (СССР—КНР) (совместно с группой операторов)
- 1951 — 1 Мая (совместно с группой операторов)
- 1951 — День Воздушного флота СССР (совместно с группой операторов)
- 1951 — Мы за мир (СССР—ГДР) (совместно с группой операторов)
- 1952 — Международная выставка в Лейпциге (совместно с группой операторов)
- 1952 — Спортивный праздник молодёжи (СССР—ГДР) (совместно с группой операторов)
- 1953 — Великое прощание (совместно с группой операторов)
- 1953 — За мир и дружбу (СССР—Румыния) (совместно с группой операторов)
- 1954 — Первая весна (совместно с группой операторов)
- 1954 — Футбол: СССР — Венгрия (совместно с группой операторов)
- 1955 — Варшавские встречи
- 1955 — Выставка произведений скульптора В. И. Мухиной (совместно с М. Прудниковым)
- 1955 — Международные соревнования легкоатлетов
- 1955 — Паруса над океаном
- 1955 — Песни над Вислой (совместно с А. Форбертом, А. Левитаном, В. Микошей, С. Семёновым)
- 1958 — Гости из Непала (совместно с Г. Захаровой, Е. Яцуном, А. Воронцовым, Л. Котляренко)
- 1958 — Матч легкоатлетов СССР — США (совместно с А. Воронцовым, А. Греком, Г. Захаровой, В. Киселёвым, М. Ошурковым)
- 1958 — Хлеб наш целинный
- 1959 — Говорит спутник
- 1959 — Рязанские встречи
- 1960 — В нашей бригаде миллионы
- 1960 — Глава государства Камбоджа в СССР (совместно с С. Киселёвым)
- 1960 — У нас в Севастополе
- 1961 — Гость Цейлона
- 1961 — На стройках молодёжь. Спецвыпуск
- 1961 — Они учатся в СССР
- 1962 — Мы с вами, патриоты Вьетнама (совместно с И. Сокольниковым)
- 1962 — Парламентарии Индии в СССР (совместно с Е. Федяевым)
- 1962 — Тёплые встречи на Севере (совместно с В. Киселёвым, П. Опрышко, В. Спиридоновым)
- 1963 — Парламентарии Нигерии в Советском Союзе (совместно с М. Поповой)
- 1963 — Посланцы народов Кении в СССР (совместно с Е. Лозовским)
- 1964 — Международная конференция горняков (совместно с М. Поповой)
- 1964 — Посланцы Алжира в Советском Союзе (совместно с Л. Михайловым)
- 1964 — Праздник советских военных моряков
- 1964 — Три весны Ленина (совместно с О. Арцеуловым, З. Громовой, А. Поповой)
- 1964 — У нас в гостях женщины Америки (совместно с Б. Шером)
- 1965 — Делегация Канады в СССР
- 1965 — На земле, в небесах и на море (совместно с группой операторов)
- 1966 — Гвардейцы (совместно с А. Савиным, Л. Михайловым)
- 1966 — Парламентарии Замбии в СССР (совместно с И. Пановым)
- 1966 — Парламентарии Румынии в СССР
- 1967 — Объявлен в розыск
- 1967 — Преступления могло не быть (совместно с А. Голубчиковым)
- 1968 — Служу Советскому Союзу!
- 1968 — Память о битве (совместно с А. Воронцовым, Е. Мухиным, Л. Михайловым, В. Новицким)
- 1969 — Всенародный праздник труда (совместно с группой операторов)
- 1969 — Делегация альтинга Исландии в СССР (совместно с Б. Шером)
- 1969 — Парламентарии Колумбии в СССР (совместно с Л. Максимовым)
- 1970 — Парламентарии Руанды в СССР (совместно с С. Киселёвым)
- 1970 — Под флагами спартакиады (совместно с А. Бяликом, В. Венедиктовым, Н. Даньшиным, Ю. Коровкиным)
- 1970 — Шахиня Ирана в Москве (совместно с С. Киселёвым)
- 1971 — Аракс — река дружбы (совместно Н. Даньшиным)
- 1971 — Парламентарии Бельгии в СССР (совместно А. Бабаджаном)
- 1971 — Парламентарии Республики Сенегал в СССР (совместно Б. Макасеевым)
- 1971 — Советско-йеменской дружбе крепнуть (совместно Е. Федяевым)
- 1972 — И не прервётся связь времён (совместно Н. Шмаковым, П. Русановым, В. Усановым)
- 1973 — Мир тебе, планета Земля (совместно с группой операторов)
- 1973 — Москва — город искусства
- 1973 — Мой университет (совм. с И. Скачковым)
- 1973 — Парламентарии Австралии в Советском Союзе (совместно с Е. Яцуном)
- 1973 — Фестиваль советской молодёжи (совместно с А. Истоминым, Е. Мухиным, И. Филатовым)
- 1973 — Парламентарии Кувейта в СССР (совместно с Е. Епифановым)
- 1973 — Парламентарии Бангладеш в Советском Союзе (совместно с М. Поповой)
- 1974 — Дворец культуры завода «Серп и Молот»
- 1974 — Звёзды Болгарии (совместно с Г. Монгловской, А. Хавчиным)
- 1974 — Парламентская делегация Новой Зеландии в Советском Союзе (совместно с Б. Шером)
- 1974 — Партийно-правительственная делегация Гвинейской республики в СССР (совместно с А. Бяликом)
- 1974 — СЭВ, четверть века спустя (совместно с Е. Аккуратовым, О. Лебедевым, Е. Легатом)
- 1975 — Великий герцог Люксембургский в СССР (совместно с А. Бяликом)
- 1975 — Дорогами дружбы (совместно с Е. Епифановым)
- 1975 — Парламентарии Мексики в Советском Союзе (совместно с В. Грезиным)
- 1975 — Премьер-министр Австралии в СССР (совместно с Е. Епифановым, В. Никоновым)
- 1975 — Премьер-министр Республики Шри-Ланка в СССР
- 1975 — Советская армия. «Ракетчики с Кировского»
- 1975 — СССР — Великобритания. Новая страница отношений (совместно с группой операторов)
- 1976 — Нам дорог мир (совместно с Б. Шером, В. Извековым)
- 1976 — Трудовой праздник ЗИЛа (совместно с группой операторов)
- 1978 — Свет Октября (совместно с группой операторов)
- 1979 — Дни Берлина в Москве (совместно с группой операторов)
- 1980 — Земля, где родился Ленин (широкоформатный)
- 1982 — Университет миллионов
- 1982 — Целебный край

## Награды и премии
- Сталинская премия первой степени (1942) — за фильм «Разгром немецких войск под Москвой» (1942)[9]
- орден Красного Знамени (18 августа 1944)[10]
- орден Красного Знамени (25 апреля 1945)[11]
- медаль «За оборону Москвы»[12]
- медаль «За взятие Кенигсберга» (1945)
- медаль «За победу над Германией в Великой Отечественной войне 1941—1945 гг.»[13]
- медаль «В память 800-летия Москвы» (1947)
- Сталинская премия первой степени (1951) — за фильм «Победа китайского народа» (1950)[2]
- медаль «В ознаменование 100-летия со дня рождения Владимира Ильича Ленина» (1969)
- заслуженный деятель искусств РСФСР (1975)[14]
- орден Отечественной войны I степени (6 апреля 1985)[15]